# 전립

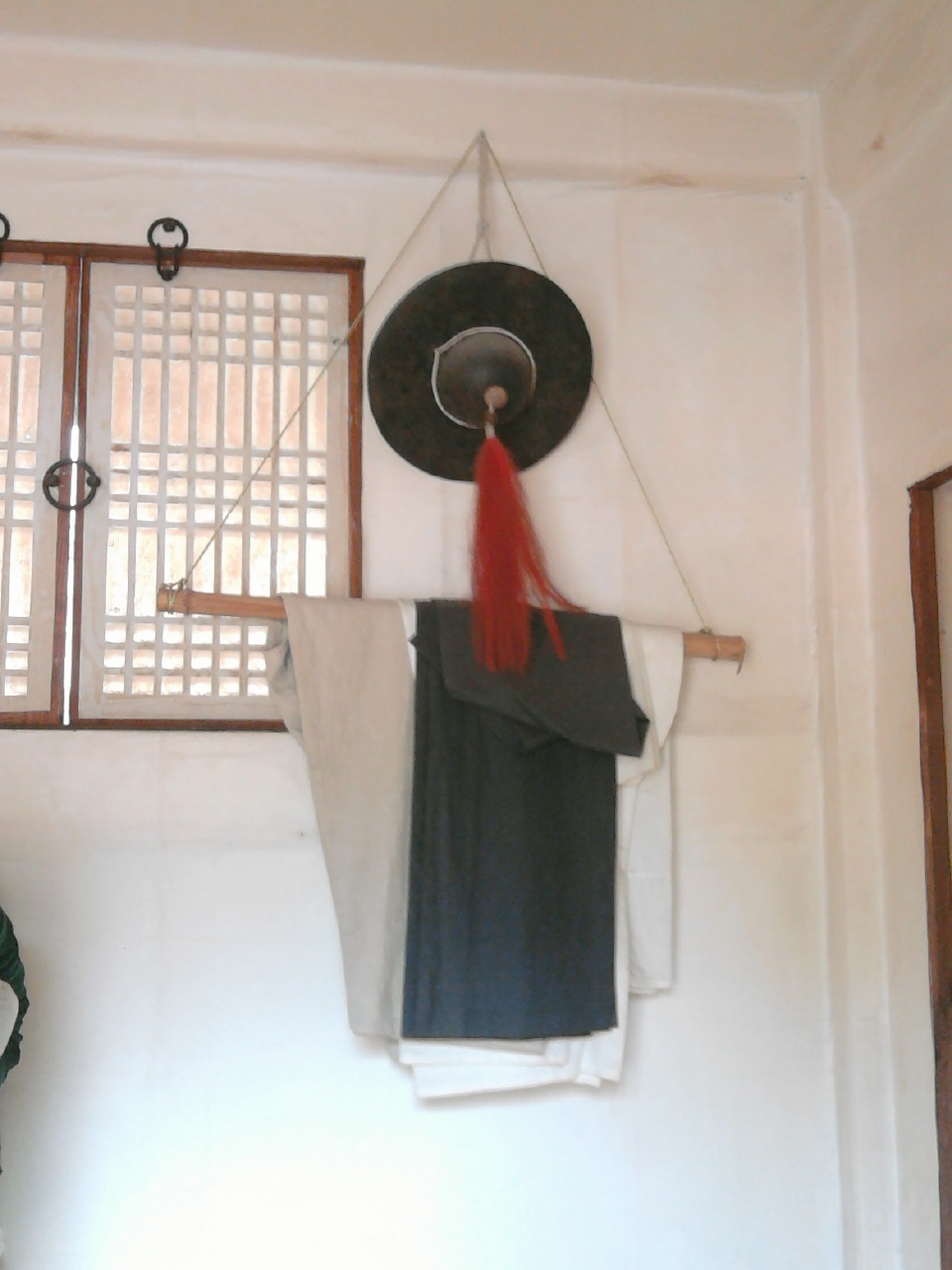
운현궁 수직사에 전시된 전립.

전립(戰笠) 또는 벙거지(영어: beonggeoji)는 조선시대에 장교 또는 병사들이 쓴 털모자이다. 이와 유사한 철모자를 전립투라고 하는데, 동일한 이름의 요리(벙거짓골)를 해 먹었다.
- 동달이에 전복(戰服)을 더하고 광대(廣大)와 전대(戰帶)를 띠며 머리에 깃과 패영(貝纓)으로 장식된 전립(氈笠)을 쓰고 등에 동개(筒箇)와 환도(環刀)를 찬 후 목화(木靴)를 신어 여러 가지를 갖춘 것을 구군복(具軍服)이라 한다.[1]

- 임금용 전립에는 공작의 깃털이 달려있다.